# Chef (South Park)
Jerome "Chef" McElroy var en tilbagevendende karakter i Comedy Central-tv-serien South Park. Chef optræder som drengenes mentor og redder gerne trådene ud for dem. 
Chefs stemme er indtalt af blues- og soulsanger Isaac Hayes.
Pr. 1. afsnit i sæson 10 blev Chef skrevet ud af serien – angiveligt pga. uoverensstemmelser med forfatterne Trey Parker og Matt Stone i forbindelse med afsnittet Trapped in the Closet – og hans stemme bruges sporadisk fra gamle lydklip, som han før har indtalt i serien.

## Signalement af Chef
- Alder – Mellem 40 og 50 år
- Køn – Mand
- Hårfarve – Sort
- Stilling – Kok
- Religion – Kristendom (Islam i en enkelt episode)
- Første optræden – Cartman Gets an Anal Probe (13. august 1997)
- Sidste optræden – The Return of Chef (22. marts 2006)
- Beklædning – Mørkeblå sko, lilla bukser, stor rød T-shirt, en kokkehue, og et hvidt forklæde
- Stemmelagt af – Isaac Hayes